# 毛桂荣
毛桂荣（1965年—）是一位中国政治学家。专攻日本现代行政与政治。。

## 生平
1965年出生于江苏省，1986年获得复旦大学国际政治系学士学位，1993年11月获得名古屋大学法学研究科博士学位，1995年4月担任明治学院大学讲师，2004年升任教授，2022年担任其法学部教授、政治学科主任。

## 著書
- 『日本の行政改革－制度改革の政治と行政』、青木書店、1997年1月